# Rampoha
Rampoha este o localitate din comuna Dolenjske Toplice, Slovenia.